# Daniel Vuletic
Daniel Vuletic, all'anagrafe Danijel Vuletić (Zagabria, 5 luglio 1970), è un compositore, musicista e cantante croato naturalizzato italiano.

## Biografia
Nato a Zagabria (Croazia), vive e lavora a Milano dal 1993. Vuletic ha prodotto e scritto per diversi cantanti italiani, spagnoli e inglesi tra cui Zucchero Fornaciari, Adriano Celentano, Mina, Luciano Pavarotti, Gianni Morandi, Nek, Marco Carta, Malika Ayane, James Blunt, Juanes, Gianna Nannini, collaborando spesso con il paroliere Cheope.
Nel 1993 Vuletic, per seguire il suo idolo di infanzia, il celebre produttore Celso Valli, ha lasciato la Croazia per l'Italia, trovando casa a Milano. Dopo alcuni anni di esibizioni in diversi club europei, il suo sogno di incontrare Valli si è realizzato. Questi ascoltò 5 delle sue canzoni; rimasto impressionato da esse, decise di produrre Vuletic.
Nel 1998, Vuletic ha siglato un contratto con Sony Italia come cantante e Valli ne ha registrato l'album tra l'Italia e Los Angeles. Il primo singolo, prodotto con il nome Daniel, è stato: Imparando (A Stare Senza Te), nel cui video è presente Martina Stella, una delle più note attrici italiane in quel periodo.
Sul palco al suo primo concerto a Riccione, Italia, Daniel Vuletic decise di scrivere canzoni piuttosto che interpretarle e subito condivise questa decisione con Valli; insieme preferirono pubblicare 3 singoli al posto di un album. Laura Pausini, avendo sentito il suo singolo in radio volle incontrare Vuletic e nel 2000 hanno lavorato al loro primo album insieme: Tra te e il mare.
È autore di molti successi di Laura Pausini (tra cui Il tuo nome in maiuscolo, E ritorno da te, Resta in ascolto, Come se non fosse stato mai amore, Inedito, La prospettiva di me, Primavera in anticipo (It Is My Song) e Una storia che vale).